# منزل الحاج حسين خاكباز محسني
منزل الحاج حسين خاکباز محسني (بالفارسية: خانه حاج‌حسین خاکباز محسنی) هو منزل تاريخي يعود إلى عصر القاجاريون، ويقع في أراك.